# Chung Do
Chung Do (chữ Hán: 钟繇; 151-230) là đại thần cuối thời Đông Hán, công thần khai quốc nhà Tào Ngụy thời Tam Quốc trong lịch sử Trung Quốc.

## Sự nghiệp
Chung Do tự là Nguyên Thường (元常), người Trường Xã, Dĩnh Xuyên. Chung Do xuất thân từ một gia đình tinh thông kinh học và thư pháp. Ông giỏi viết kiểu chữ lệ và chữ khải.
Cuối thời Đông Hán, Chung Do được cử giữ chức Hiếu liêm, sau đó thăng lên làm Thượng thư lang, huyện lệnh. Vì có bệnh, ông từng phải thôi chức nghỉ một thời gian, ít lâu sau lại được mời ra làm Hoàng môn lang.
Chiến tranh quân phiệt nổ ra. Chung Do theo giúp Tào Tháo, được giữ chức Tư Lệ hiệu úy. Tào Tháo nắm vua Hán Hiến Đế, có địa bàn là đất tứ chiếng nằm giữa trung nguyên, tiếp giáp với nhiều chư hầu. Tào Tháo thực hiện từng bước thôn tính các chư hầu. Để đề phòng Mã Đằng và Hàn Toại ở Tây Lương khi cất quân đi chinh phạt, Tào Tháo giao cho Chung Do đối phó với hai người này.
Chung Do viết thư cho Mã Đằng và Hàn Toại, trình bày lợi hại, khuyên nên quy phục triều đình. Mã Đằng và Hàn Toại nghe theo. Mã Đằng sai con cả là Mã Siêu cùng bộ tướng Bàng Đức theo Chung Do đến Bình Dương cùng đánh lực lượng nổi dậy của Quách Viện và Cao Cán, giành được thắng lợi.
Ngoài việc chinh chiến, ông còn chiêu tập lưu dân cho họ trở về đất cũ làm ăn, khuyến khích họ phát triển sản xuất nông nghiệp, ổn định cuộc sống. Nhờ có Chung Do đảm đương phía tây, trong nhiều năm Tào Tháo yên tâm đánh dẹp phía đông (Lã Bố, Lưu Bị, Viên Thuật), phía bắc (Viên Thiệu) và phía nam (Trương Tú, Lưu Biểu).
Năm 216, Tào Tháo ép Hán Hiến Đế phong làm Ngụy vương, bắt đầu thiết lập nước Ngụy. Chung Do được cử làm tướng quốc nước Ngụy gồm 10 quận ở Ký châu.
Năm 219, do những lời bóng gió gièm pha ông có ý định làm phản nên ông bị bãi chức. Từ đó ông nghỉ hưu tới khi qua đời năm 230 thời Ngụy Minh Đế Tào Duệ (cháu nội Tào Tháo), thọ 80 tuổi.
Sau này con nhỏ của ông là Chung Hội (sinh năm 225 khi ông đã 75 tuổi) trở thành danh tướng nhà Tào Ngụy, mang quân đánh diệt nước Thục Hán, bắt đầu việc chấm dứt thế chia ba thiên hạ.